# Cavernocepheus fusifer
Cavernocepheus fusifer är en kvalsterart som beskrevs av P. Balogh och Palacios-Vargas 1997. Cavernocepheus fusifer ingår i släktet Cavernocepheus och familjen Tetracondylidae. Inga underarter finns listade i Catalogue of Life.